# Comté de Pershing
Le comté de Pershing (en anglais : Pershing County) est un comté situé dans l'État du Nevada, aux États-Unis. Il est nommé en l'honneur de John Pershing, un général américain de la Première Guerre mondiale. Son siège est Lovelock. Selon le recensement de 2020, la population du comté est de 6 650 habitants.

## Géographie
La superficie du comté est de 15 715 km2, dont 15 635 km2 est de terre. 

### Comtés adjacents
- Comté de Washoe (ouest)
- Comté de Humboldt (nord)
- Comté de Lander (est)
- Comté de Churchill (sud)

## Démographie
| Groupe                           | Comté de Pershing | Nevada | États-Unis |
| -------------------------------- | ----------------- | ------ | ---------- |
| Blancs                           | 82,0              | 66,2   | 72,4       |
| Autres                           | 6,7               | 12,0   | 6,2        |
| Noirs                            | 3,8               | 8,1    | 12,6       |
| Amérindiens                      | 3,2               | 1,2    | 0,9        |
| Métis                            | 3,1               | 4,7    | 2,9        |
| Asiatiques                       | 1,3               | 7,2    | 4,8        |
| Océaniens                        | 0,1               | 0,6    | 0,2        |
| Total                            | 100               | 100    | 100        |
| Hispaniques et Latino-Américains | 22,3              | 26,5   | 16,7       |

Selon l'American Community Survey, en 2010, 79,88 % de la population âgée de plus de 5 ans déclare parler l'anglais à la maison, 16,48 % l'espagnol, 0,94 % le français, 0,59 % l'allemand et 2,11 % une autre langue.